# Guvernul Dimitrie A. Sturdza (3)
Guvernul Dimitrie A. Sturdza (3) a fost un consiliu de miniștri care a guvernat România în perioada 14 februarie 1901 - 20 decembrie 1904.

## Componența
- Președintele Consiliului de Miniștri

Dimitrie A. Sturdza (14 februarie 1901 - 20 decembrie 1904)
- Ministrul de interne

Petre S. Aurelian (14 februarie 1901 - 18 iulie 1902)
Gheorghe Pallade (18 iulie 1902 - 22 noiembrie 1903)
Vasile Lascăr (22 noiembrie 1903 - 13 decembrie 1904)
ad-int. Spiru Haret (13 - 20 decembrie 1904)
- Ministrul de externe

Dimitrie A. Sturdza (14 februarie 1901 - 9 ianuarie 1902)
ad-int. Ion I.C. Brătianu (9 ianuarie - 18 iulie 1902)
Ion I.C. Brătianu (18 iulie 1902 - 12 decembrie 1904)
ad-int. Dimitrie A. Sturdza (12 - 20 decembrie 1904)
- Ministrul finanțelor

Gheorghe Pallade (14 februarie 1901 - 9 ianuarie 1902)
Dimitrie A. Sturdza (9 ianuarie - 18 iulie 1902)
Emil Costinescu (18 iulie 1902 - 20 decembrie 1904)
- Ministrul justiției

Constantin I. Stoicescu (14 februarie 1901 - 18 iulie 1902)
Eugeniu Stătescu (18 iulie 1902 - 19 octombrie 1903)
Alexandru Gianni (19 octombrie 1903 - 20 decembrie 1904)
- Ministrul de război

ad-int. Dimitrie A. Sturdza (14 februarie 1901 - 18 iulie 1902)
Dimitrie A. Sturdza (18 iulie 1902 - 20 decembrie 1904)
- Ministrul cultelor și instrucțiunii publice

Spiru Haret (14 februarie 1901 - 20 decembrie 1904)
- Ministrul agriculturii, industriei, comerțului și domeniilor

Basile M. Missir (14 februarie 1901 - 18 iulie 1902)
Petre S. Aurelian (18 iulie - 14 noiembrie 1902)
ad-int. Dimitrie A. Sturdza (14 - 22 noiembrie 1902)
Constantin I. Stoicescu (22 noiembrie 1902 - 20 decembrie 1904)
- Ministrul lucrărilor publice

Ion I.C. Brătianu (14 februarie 1901 - 18 iulie 1902)
Constantin I. Stoicescu (18 iulie - 22 noiembrie 1902)
ad-int. Dimitrie A. Sturdza (22 noiembrie 1902 - 14 noiembrie 1903)
Emanoil Porumbaru (14 noiembrie 1903 - 20 decembrie 1904)

## Sursa
- Stelian Neagoe - "Istoria guvernelor României de la începuturi - 1859 până în zilele noastre - 1995" (Ed. Machiavelli, București, 1995)

| Precedat(ă) de: Guvernul Petre P. Carp (1) | Guvernul Dimitrie A. Sturdza (3) 14 februarie 1901 - 20 decembrie 1904 | Succedat(ă) de: Guvernul George Gr. Cantacuzino (2) |